# Andrzej Przybycin
Andrzej Przybycin (ur. 9 kwietnia 1969 w Inowrocławiu) – polski geolog, inżynier ochrony środowiska i urzędnik państwowy, w latach 2016–2019 prezes Państwowej Agencji Atomistyki.

## Życiorys
Absolwent Wydziału Geologii Uniwersytetu Warszawskiego (1994) oraz Akademii Górniczo-Hutniczej w Krakowie ze specjalizacją ochrona środowiska w gospodarce (2008). Specjalizuje się w zakresie geologii podstawowej, bezzbiornikowego magazynowania substancji i podziemnego składowania odpadów oraz koncesjonowania działalności górniczej i geologicznej. Autor i współautor publikacji naukowych z zakresu geologii, zagadnień dotyczących aspektów środowiskowych i prawnych działalności geologicznej, m.in. magazynowania substancji w górotworze, podziemnego składowania odpadów, geologicznego składowania dwutlenku węgla, wykorzystania górotworu oraz polityki energetycznej w zakresie wydobywania gazu łupkowego.
Przez kilkanaście lat pracował na stanowiskach kierowniczych w instytucjach badawczo-rozwojowych i agencjach państwowych. Od 2004 zatrudniony w Ministerstwie Środowiska, od 2007 jako wicedyrektor Departamentu Geologii i Koncesji Geologicznych. Jako pracownik resortu został w 2006 przedstawicielem ministra środowiska w Radzie Wspólnej organizacji Interoceanmetal, a w 2007 członkiem Komisji Prawno-Organizacyjnej Międzynarodowej Organizacji Dna Morskiego (w 2011 był prezydentem rady tej organizacji). W 2012 objął funkcję wicedyrektora Państwowego Instytutu Geologicznego – Państwowego Instytutu Badawczego, odpowiadając za państwową służbę geologiczną. W 2016 powrócił do Ministerstwa Środowiska, odpowiadając za nadzór nad prezesem Państwowej Agencji Atomistyki.
Należy do międzynarodowych organizacji zajmujących się bezpieczeństwem jądrowym i ochroną radiologiczną: Europejskiej grupy organów regulacyjnych ds. bezpieczeństwa jądrowego ENSREG, Zachodnioeuropejskiego Stowarzyszenia Regulatorów Jądrowych WENRA, Komitetu działalności organów dozoru jądrowego Agencji Energii Jądrowej przy OECD, Forum Współpracy Dozorów Jądrowych przy Międzynarodowej Agencji Energii Atomowej. Był wiceprzewodniczącym polskiej delegacji na 60. i 61. Konferencję Generalną Międzynarodowej Agencji Energii Atomowej.
31 marca 2016 został pełniącym obowiązki prezesa Państwowej Agencji Atomistyki. 13 marca 2018 objął to stanowisko jako prezes. We wrześniu 2019 odwołany ze stanowiska. 
W 2014 „za zasługi w działalności na rzecz rozwoju geologii” został odznaczony Srebrnym Krzyżem Zasługi. 

## Życie prywatne
Zna języki angielski, rosyjski i niemiecki. Żonaty, ma troje dzieci.